# Tang Shaoyi
Tang Shaoyi (ur. 2 stycznia 1862 w Xiangshan w prowincji Guangdong, zm. 30 września 1938 w Szanghaju) – chiński polityk i dyplomata, pierwszy premier Republiki Chińskiej.
Kształcił się na nowojorskim Columbia University. Był współpracownikiem Yuan Shikaia i po obaleniu monarchii oraz objęciu przez niego urzędu prezydenta został 13 marca 1912 roku pierwszym premierem Republiki Chińskiej. Szybko poróżnił się z Yuanem, sprzeciwiając się jego dyktatorskim dążeniom i już 27 czerwca zrezygnował z funkcji premiera. Przeszedł na stronę Sun Jat-sena. W 1916 roku oraz w latach 1924–1925 był ministrem spraw zagranicznych.
Po śmierci Sun Jat-sena był przeciwnikiem Czang Kaj-szeka. Zginął zamordowany przez członków Kuomintangu.